# Onderhalfvlak
In de wiskunde is het onderhalfvlak {\displaystyle {\mathfrak {h}}} van de complexe getallen {\displaystyle \mathbb {C} } de deelverzameling met negatief imaginair deel:
{\displaystyle {\mathfrak {h}}=\{x+iy\mid x,y\in \mathbb {R} ,\ y<0\}}